# إيسيدرو نوزال
إيسيدرو نوزال (بالإسبانية: Isidro Nozal)‏ مواليد 18 أكتوبر 1977 في باراكالدو، إسبانيا، هو دراج إسباني سابق في صنف سباق الدراجات على الطريق.

## سجل النتائج

### سباقات أو مراحل فاز بها
- طواف إسبانيا

## روابط خارجية
- إيسيدرو نوزال على موقع الاتحاد الدولي للدراجات (الإنجليزية)
- إيسيدرو نوزال على موقع أرشيف الدراجات (الإنجليزية)
- إيسيدرو نوزال على موقع إحصائيات الدراجات الإحترافية (الإنجليزية)
- إيسيدرو نوزال على موقع نسبة الدراجات (الإنجليزية)
- إيسيدرو نوزال على موقع CycleBase (الإنجليزية)